# Aguilera (album)
Aguilera è il nono album in studio della cantautrice statunitense Christina Aguilera, pubblicato il 30 settembre 2022 da Sony Latin. Secondo album in studio in lingua spagnola dopo Mi reflejo (2000), il progetto è stato riconosciuto con il Latin Grammy Awards al miglior album vocale pop tradizionale, e venendo candidato sia nella categoria all'album dell'anno nella medesima premiazione, che alla  65ª edizione dei Grammy Award al miglior album pop latino e al miglior album sonoro immersivo.
Il progetto discografico è l'unione di tre EP: La fuerza, La tormenta e La luz, i quali trattano differenti temi tra cui l'emancipazione della donna, la famiglia, la vulnerabilità dell'essere umano, la guarigione e la risoluzione di se stessi.

## Antefatti

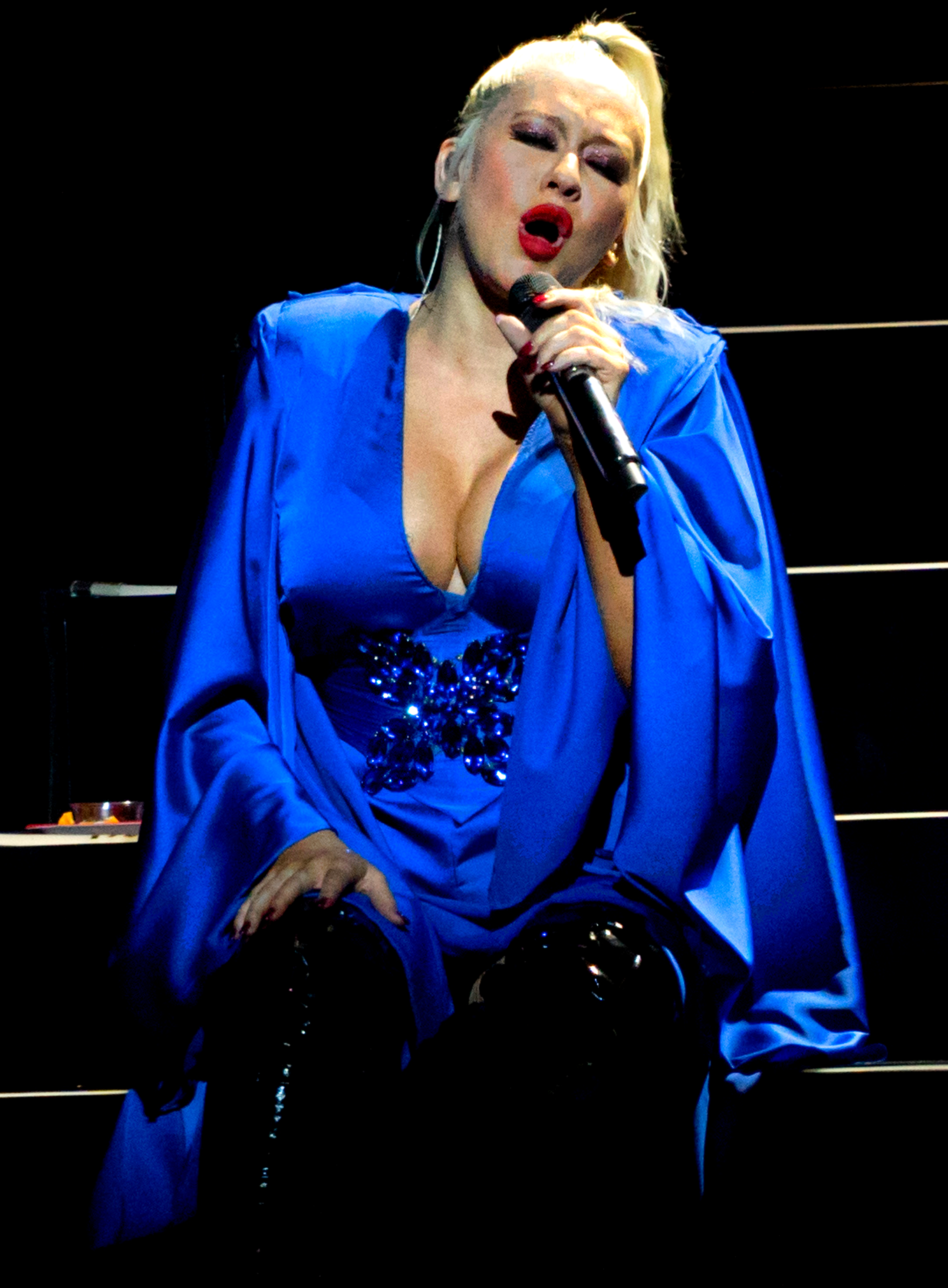
Christina Aguilera nel corso dell'The X Tour a Londra nel 2019

Successivamente alla pubblicazione del primo album in lingua spagnola Mi reflejo del 2000, la cantante ha continuato a collaborare con differenti artisti latinoamericani, tra cui Ricky Martin, Pitbull, Alejandro Fernández e Luis Fonsi. Nel 2015, a seguito di un viaggio per portare aiuti umanitari in Ecuador, Aguilera ha rivelato che la permanenza nel Paese l'aveva ispirata e che aveva iniziato ad accumulare idee per un album in lingua spagnola. Successivamente alla pubblicazione dell'ottavo album in studio Liberation, la cantante ha dichiarato che stava iniziando a pensare a un nuovo progetto in lingua spagnola.

## Descrizione
La Aguilera ha rivelato che il suo obiettivo con la direzione musicale dell'album era quello di rendere omaggio ai generi musicali latini. I generi presenti nell'album includono la guaracha, il tango, la ranchera, e l'urban. Inoltre, presenta pesanti influenze ed elementi di cumbia, pop latino, reggaeton, bossa nova e musica tropicale. L'album incorpora elementi di pasillo, considerato lo stile musicale nazionale dell'Ecuador, Paese natale del padre dell'artista.

### Tematiche
Il progetto discografico si compone di tre parti La fuerza, La tormenta e La luz, pubblicati come singoli EP. ll primo capitolo dell'album, La fuerza (La forza), è incentrato sulla forza delle madri latinoamericane, l'emancipazione femminile e l'indipendenza, vedendo la collaborazione di  Becky G e Nicki Nicole, Nathy Peluso e Ozuna. Il secondo capitolo, La tormenta (La tempesta), è incentrato sulla vulnerabilità dell'essere umano, con influenze musicali prevenienti dal tango, musica tropicale e bossa nova. Il tema centrale del terzo e ultimo capitolo dell'album, intitolato La luz (La luce), è la guarigione e la risoluzione di se stessi, il quale inizia con un'introduzione parlata della Aguilera, che in un'intervista a Billboard ha dichiarato che si tratta di «trovare una chiusura e capire che ognuno ha una storia diversa che ci porta a capire perché le cose accadono nel modo in cui accadono e che non è destino che noi la capiamo». L'unico brano presente nell'ultimo capitolo, No es que te extrañe, la cantante canta di trovare la pace, la risoluzione e il perdono per il padre che l'ha allontanata dalla sua vita.

### Titolo del progetto
Il titolo dell'album e l'artwork complessivo sono stati rivelati il giorno dell'uscita iniziale dell'album, il 31 maggio 2022: l'artista ha dichiarato che chiamando l'album con il cognome del padre, ha espresso l'intenzione di «riconoscere, abbracciare e impegnarsi con le [sue] radici» e con l'intenzione di condividere «un po' della relazione serrata a [suo] padre», e di far sì che i suoi figli si riconnettano con il loro patrimonio culturale. Sul titolo dell'album, la cantante ha osservato che:
(Christina Aguilera)

## Registrazione
Le sessioni di registrazione dell'album sono iniziate nel 2021 dopo il tour The X Tour e la successiva cancellazione della residency show The Xperience a Las Vegas a causa della Pandemia di COVID-19 negli Stati Uniti d'America, Aguilera ha confermato di essere tornata al lavoro per un nuovo progetto discografico per la Sony Music Latin, che gestisce i progetti di musica latino-americana. Aguilera ha concepito l'idea di un album in più parti, dopo che la prima parte dell'album, La fuerza, è stata completata a quattro settimane dalla produzione. Ha dichiarato che l'album sarebbe stato diviso in altre due parti, La tormenta e La luz, nel corso del 2022 fino alla pubblicazione finale completa dell'album.

## Accoglienza
| Recensione | Giudizio |
| ---------- | -------- |
| AllMusic   |          |

Nella recensione per la rivista Latina, Lucas Villa ha elogiato l'album, affermando che la cantante «dà davvero il massimo in questo album che rende omaggio alle sue radici latinoamericane». Ha apprezzato in particolare la canzone Cuando Me Dé la Gana, notando che «Aguilera suona ancora una volta in modo incredibile mentre affronta il genere ranchera con la sua voce possente».
Jeff Benjamin della rivista Forbes sottolinea che attraverso l'album la cantante non solo attinge da un nuovo «spettro della musica latina», rispetto al precedente Mi reflejo (2000), ma riesce «a fare pace con un passato complicato». Il giornalista definisce il brano No es que te extrañe «una delle canzoni più belle della sua carriera».
Neil Z. Yeung di AllMusic ha assegnato ad Aguilera un punteggio di quattro stelle su cinque, definendo l'album «una rinfrescante esplosione di arte e cuore da parte della voce più forte della generazione degli anni 2000» e acclamandolo come «una delle dichiarazioni più forti» di Aguilera dai suoi primi lavori.

## Tracce

### La fuerza
1. Ya llegué – 3:03 (Christina Aguilera, Jon Leone, Juan Morelli, Kat Dahlia)
2. Pa mis muchachas (con Becky G & Nicki Nicole featuring Nathy Peluso) – 3:36 (Christina Aguilera, Kat Dahlia, Yasmil Marrufo, Jorge Luis Chacín, Yoel Henríquez, Natalia Peluso, Nicole Denise Cucco, Rebbeca Gomez)
3. Somos nada – 3:01 (Christina Aguilera, Federico Vindver, Mario Domm, Sharlene Taule)
4. Santo (con Ozuna) – 3:03 (Christina Aguilera, Dallas James Koehlke, Gale, Josh Barrios, Ozuna)
5. Como yo – 2:46 (Christina Aguilera, Federico Vindver, Gino the Ghost, Juan Morelli, Kat Dhalia, Rafa Arcaute, Tobias Wincorn)
6. La reina – 3:48 (Christina Aguilera, Luigi Castillo, Santiago Castillo, Servando Primera, Yasmil Marrufo)

### La tormenta
1. Suéltame (con Tini) – 2:53 (Christina Aguilera, Andrés Torres, Federico Vindver, Mauricio Rengifo, Rafa Arcaute)
2. Brujería – 2:45 (Christina Aguilera, Federico Vindver, Gale, Miguel Andrés Martinez, Pablo Preciado, Rafa Arcaute, Salomón Villada Hoyos)
3. Traguito – 3:11 (Christina Aguilera, Andy Clay, Daniel Rondón, Federico Vindver, Kat Dahlia, Rafa Arcaute, Rafael Rodríguez)
4. Cuando me dé la gana – 3:26 (Christina Aguilera, Federico Vindver, Jorge Luis Chacín, Kat Dahlia, Rafa Arcaute, Yasmil Marrufo, Yoel Henríquez)
5. Te deseo lo mejor – 2:36 (Christina Aguilera, Elena Rose, Federico Vindver, Juan Diego Linares, Luis Barrera Jr., Rafa Arcaute, Édgar Barrera)
6. Cuando me dé la gana (con Christian Nodal) – 3:26 (Christina Aguilera, Federico Vindver, Jorge Luis Chacín, Kat Dahlia, Rafa Arcaute, Yasmil Marrufo, Yoel Henríquez)

### La luz
1. Intro (La luz) – 0:40 (Christina Aguilera)
2. No es que te extrañe – 4:43 (Christina Aguilera, Édgar Barrera, Federico Vindver, Pablo Preciado, Rafa Arcaute, Yasmil Marrufo)

## Classifiche
| Classifica (2023) | Posizione massima |
| ----------------- | ----------------- |
| Spagna            | 76                |